# Pericallimyia wittei
Pericallimyia wittei är en tvåvingeart som beskrevs av Zumpt 1956. Pericallimyia wittei ingår i släktet Pericallimyia och familjen spyflugor.
Artens utbredningsområde är Kongo. Inga underarter finns listade i Catalogue of Life.